# Вусач-титан велетенський

Titanus giganteus

Вуса́ч-тита́н велетенський (лат. Titanus giganteus (Linnaeus, 1771) = Percnopterus giganteus Gistel, 1848 = Prionus giganteus Fabricius, 1775 = Cerambyx giganteus Linnaeus, 1771) — жук з родини Вусачів. Належить до найбільших комах на Землі, досягаючи 120-170 мм в довжину та сухій вазі 22-26 г. Розповсюджений у неотропічній області Південної Америки. 

## Хорологія
Хорологічно Вусач-титан велетенський належить до неотропічного зоогеографічного комплексу. Ареал охоплює Колумбію, Еквадор, Перу, Бразилію, Французьку Ґвіану, Ґвіану та Суринам.

## Морфологія

### Імаго
Вусач-титан гігантський — найбільший з відомих на Землі жуків. Розміри коливаються в межах 120-170 мм, проте середня довжина тіла становить 130 мм, значно рідше трапляються особини завдовжки 150 мм, а більших досягають лише пооднокі жуки. Форма тіла Вусача-титана гігантського є типовою для видів триби Прионіні, нагадує форму Вусача-шкіряника — тіло валькувате, розширене та у незначній мірі сплющене у дорзо-вентральному напрямку (при розгляді збоку має форму лінзи). Передньоспинка характеризується наявністю трьох загострених шипів з кожного боку. Вусики прикріплені перед очима. Суха вага жука становить 22-26 грам. 

### Личинка
Морфологія личинок залишається невідомою, тому що їх дотепер не виявили. При порівнянні розмірів імаго й личинок близьких видів можна припустити, що  розміри личинки повинні становити 240-360 мм. Як й інші види триби Прионіні, вони повинні розвиватись у деревині і зокрема коренях та прикореневій частині всихаючих чи мертвих дерев, проте, це достеменно невідомо. Заляльковуання, очевидно, відбувається у ґрунті.

## Біологія
Вусачі-титани ведуть нічний спосіб життя, що характерно для більшості видів підродини Прионіни. В надвечір'ї активність жуків зростає — вони виходять із денних схованок (підстилка, дупла, гнилі колоди тощо) підіймаються на якесь підвищення і злітають. Самці дуже чутливі до світла, оскільки у світлові пастки колекціонерів самки практично не потрапляють.
Життя дорослих Титанів — імаго — триває від трьох до п'яти тижнів, і впродовж всього цього часу вони не живляться, а живуть за рахунок накопичених личинкою запасів. Життєвий цикл залишається нез'ясований. 

## Екологія
Вусачі-титани — типові мешканці дощових тропічних лісів неотропічного регіону. Як й інші види триби Прионіні, вони повинні розвиватись у деревині і зокрема коренях та прикореневій частині всихаючих чи мертвих дерев, проте, це достеменно невідомо. Заляльковуання, очевидно, відбувається у ґрунті. 